# Al Alleborn
Carl „Al“ Alleborn (* 12. Februar 1892 in Kansas City, Missouri; † 14. Juni 1968 in Hollywood, Kalifornien) war ein US-amerikanischer Regieassistent, der bei der Oscarverleihung 1934 für den Oscar für die beste Regieassistenz nominiert war.

## Biografie
Alleborn begann als Stuntman in der Filmwirtschaft Hollywoods, ehe er 1930 bei Show Girl in Hollywood Regieassistent wurde und später auch als Produktionsmanager tätig war. Während seiner Tätigkeit beim Film war er an der Herstellung von mehr als 40 Filmen beteiligt.
Bei der Oscarverleihung 1934 wurde er für den Oscar für die beste Regieassistenz nominiert und hatte bis dahin bei sieben Filmproduktionen in dieser Funktion gearbeitet.

## Filmografie (Auswahl)
als Regieassistent
- 1932: Gentleman für einen Tag (Union Depot)
- 1932: Doktor X (Doctor X)
- 1932: Die Hütte im Baumwollfeld (The Cabin in the Cotton)
- 1932: Jagd auf James A. (I Am a Fugitive from a Chain Gang)
- 1949: Der Stachel des Bösen (Beyond the Forest)
- 1951: Ich war FBI Mann M.C. (I Was a Communist for the FBI)
- 1953: Donnernde Hufe (Thunder Over the Plains)
- 1954: Formicula (Them!)
- 1955: Man soll nicht mit der Liebe spielen (Young at Heart)
- 1955: Ihr sehr ergebener… (Sincerely Yours)
- 1956: Serenade
- 1956: Einst kommt die Stunde (Toward the Unknown)
- 1956: Playboy – Marsch, marsch! (The Girl He Left Behind)
- 1957: Weint um die Verdammten (Band of Angels)
- 1959: Der Galgenbaum (The Hanging Tree)
- 1961: Revolte in Block A (House of Women)

als Produktionsleiter
- 1933: Kinder auf den Straßen (Wild Boys of the Road)
- 1935: Ein Sommernachtstraum (A Midsummer Night's Dream)
- 1937: Another Dawn
- 1937: Confession
- 1938: Robin Hood – König der Vagabunden (The Adventures of Robin Hood)
- 1938: Vater dirigiert (Four Daughters)
- 1939: Juarez
- 1939: Die alte Jungfer (The Old Maid)
- 1939: Ihr seid nicht allein (We Are Not Alone )
- 1940: Paul Ehrlich – Ein Leben für die Forschung (Dr. Ehrlich’s Magic Bullet)
- 1940: Hölle, wo ist dein Sieg? (All This, and Heaven Too)
- 1940: Ein Mann mit Phantasie (A Dispatch from Reuters)
- 1941: Schönste der Stadt (The Strawberry Blonde)
- 1941: Dive Bomber
- 1941: Die Spur des Falken (The Maltese Falcon)
- 1942: Reise aus der Vergangenheit (Now, Voyager)
- 1942: Casablanca
- 1943: This Is the Army
- 1944: Zwischen zwei Welten (Between Two Worlds)
- 1949: Mein Traum bist Du (My Dream Is Yours)
- 1949: Die sündige Stadt (The Inspector General)
- 1950: The West Point Story